# Andreas Andersson (fotbollsspelare född 1991)
Andreas Andersson, född 22 februari 1991, är en svensk fotbollsmålvakt.

## Karriär
Anderssons moderklubb är Gerdskens BK. Han gick 2007 över till IF Elfsborg. I mars 2011 lånades Andersson ut till division 1-klubben FC Trollhättan. Efter endast två matcher i klubben återkallades Andersson till Elfsborg efter att Jesper Christiansen skadat sig. I februari 2013 lånades Andersson ut till Ljungskile SK.
I december 2013 värvades Andersson av IK Sirius, där han skrev på ett tvåårskontrakt. Efter två år som förstemålvakt i Sirius värvades Andersson i november 2015 av Gefle IF, där han skrev på ett treårskontrakt. Andersson gjorde allsvensk debut den 10 april 2016 i en 2–1-förlust mot Djurgårdens IF.
I januari 2017 lånades Andersson ut till allsvenska Östersunds FK. I januari 2018 skrev han på ett treårskontrakt med klubben. Den 29 januari 2019 värvades Andersson av Dalkurd FF. Efter säsongen 2019 lämnade han klubben.
Den 1 februari 2020 värvades Andersson av GIF Sundsvall, där han skrev på ett treårskontrakt. I september 2022 råkade Andersson ut för en korsbandsskada.